# Минаев, Фрол Минаевич
Фрол Минаев (? — 1700) — донской казак, сподвижник Степана Разина, а затем войсковой атаман, лидер промосковской партии донского казачества.

## Биография
Фрол Минаев впервые упоминается в источниках в 1667 году.
Участник персидского и волжского походов Степана Разина. В 1670 году из Царицына С. Разин отправил на Дон двух тысяч казаков под командованием атаманов Фрола Минаева и Якова Гаврилова с казной, захваченной в Астрахани. Вскоре Фрол Минаев перешел на сторону атамана К. Яковлева и казацкой старшины, враждебной С. Разину.
В 1675 году атаман Фрол Минаев с отрядом донских казаков прибыл в Запорожскую Сечь, откуда вместе с кошевым атаманом Иваном Серко планировал предпринять поход на крымские улусы. Однако вместо Крыма союзники И. Серко и Ф. Минаев с запорожскими и донскими казаками выступили на Украину. Правобережный гетман Пётр Дорошенко отправил письмо в Запорожскую Сечь, изъявив желание сдать гетманские знаки власти запорожцам и принести перед ними присягу на верность московскому царю. 10 октября атаманы Иван Серко и Фрол Минаев прибыли в Чигирин, где Пётр Дорошенко созвал казацкую раду, где сложил с себя гетманские полномочия и принес присягу на верность Москве.
9 февраля 1680 года русский царь Фёдор Алексеевич подписал грамоту на имя атамана Фрола Минаева, в которой ему предписывалось соединиться с полком под командованием боярина князя Василия Васильевича Голицына и принять участие в походе на Киев. Вместе с царской грамотой на Дон было прислано 10 тысяч рублей.
Непримиримый противник старообрядчества. Летом 1688 года собрался казачий круг. Фрол Минаев держал речь: «Надобно за чернецом (раскольником) послать… воров жалеть нечего!» Он докладывал правителю В. В. Голицыну, фавориту правительнице Софьи Алексеевны: «Воровство у нас на Дону идет от воров — раскольников, которые живут по Хопру и Медведице».
9 марта 1688 года атаман Фрол Минаев получает царскую грамоту, в которой «за верное и усердное служение» выражалась благодарность от царя Петра Алексеевича, и посылались «денежное и хлебное пособие, вино, сукна, порох, свинец, ядра, три пушки и сто рублей на церковные строение по случаю разорения и пожара, истребившего почти весь Черкесск» — столицу Войска Донского.
В 1689 году по царскому указу атаман Фрол Минаев с пятью сотнями казаков принял участие во втором походе русской армии под командованием князя В. В. Голицына на Крымское ханство.
В январе 1689 года в новой царской грамоте извещается «Войско Донское о присылке фитиля для пушек а Зимовую станицу к Фролу Манаеву». К ней приложена и похвальная грамота, адресованная Фролу Минаеву.
В 1695-1696 годах донской атаман Фрол Минаев принял активное участие в азовских походах царя Петра I. Во время первого похода на Азов донские казаки первыми бросились на штурм турецкой крепости, первыми укрепились на крепостном валу и ворвались в крепость вместе с частями Преображенского и Семеновского полков. Не получив поддержки от остальных сил русской армии, они вынуждены были оставить Азов.
В 1696 году молодой царь Пётр Великий предпринял второй поход на Азов. В походе приняли участие левобережные казаки под командованием наказного гетмана Якова Лизогуба и донские казаки во главе с атаманом Фролом Минаевым. Донской атаман проявил такие чудеса храбрости и искусство ведения боя, что это сложилось в легенду. Крепость Азов, полностью блокированная русскими войсками с моря и суши, вынуждена была вскоре сдаться. Сам царь Пётр тогда отметил мужество и силу атамана Фрола Минаева.
20 февраля 1698 года войсковой атаман Фрол Минаев и всё войско Донское получили царскую грамоту, в «коей вначале похваляются казаки за поражение крымцев, шедшие на Российские Украины и кубанцев на реке Кубань, а потом пожаловано Войско денежным и хлебным жалованьем, вином и прочим». 21 февраля 1699 года царь Петр Алексеевич подписал новую грамоту, в которой благодарил Фрола Минаева и донских казаков «за отражение кубанцев раскольников к Паншину Городку для истребления там строившихся кораблей, за преследование и разбитие».
В первой российской газете «Ведомости», изданной по распоряжению Петра в Санкт-Петербурге, в патетических тонах был описан азовский поход и прославлялся донской атаман Фрол Минаев, названный в тексте Флёром Минаевым.
В 1699 году донской атаман Фрол Минаев участвовал в русском посольстве в Стамбул. Посольство отправилось в сопровождении нового русского флота (две галеры, яхта, два галиота, три бригантира). Капитаном корабля «Апостол Петр» был сам царь Пётр. По дороге к флотилии присоединились четыре морских струга. Их вёл атаман Фрол Минаев, под командованием которого было пятьсот донских казаков, выбранных на казачьем кругу.
В конце жизни Фрол Минаев постригся в монахи под именем Филарет.
Его старшие сыновья Максим и Василий Фроловы в петровское время занимали видное место среди старшины Войска Донского. Максим Фролович Фролов был атаманом донских казаков в 1713 году, а его брат Василий Фролович Фролов — выборным атаманом (1715, 1717) и наказным атаманом (1718—1723).